# Josué Martínez (meksykański piłkarz)
Edgar Josué Martínez Huerta (ur. 28 marca 2002 w Saltillo) – meksykański piłkarz występujący na pozycji środkowego lub defensywnego pomocnika, od 2025 roku zawodnik Morelii.
Jego brat Jaziel Martínez również jest piłkarzem.